# Hungerstekel
Hungerstekel (Evania appendigaster) är en stekelart som först beskrevs av Carl von Linné 1758.  Evania appendigaster ingår i släktet Evania och familjen hungersteklar. Arten är reproducerande i Sverige. Inga underarter finns listade i Catalogue of Life.

## Bildgalleri

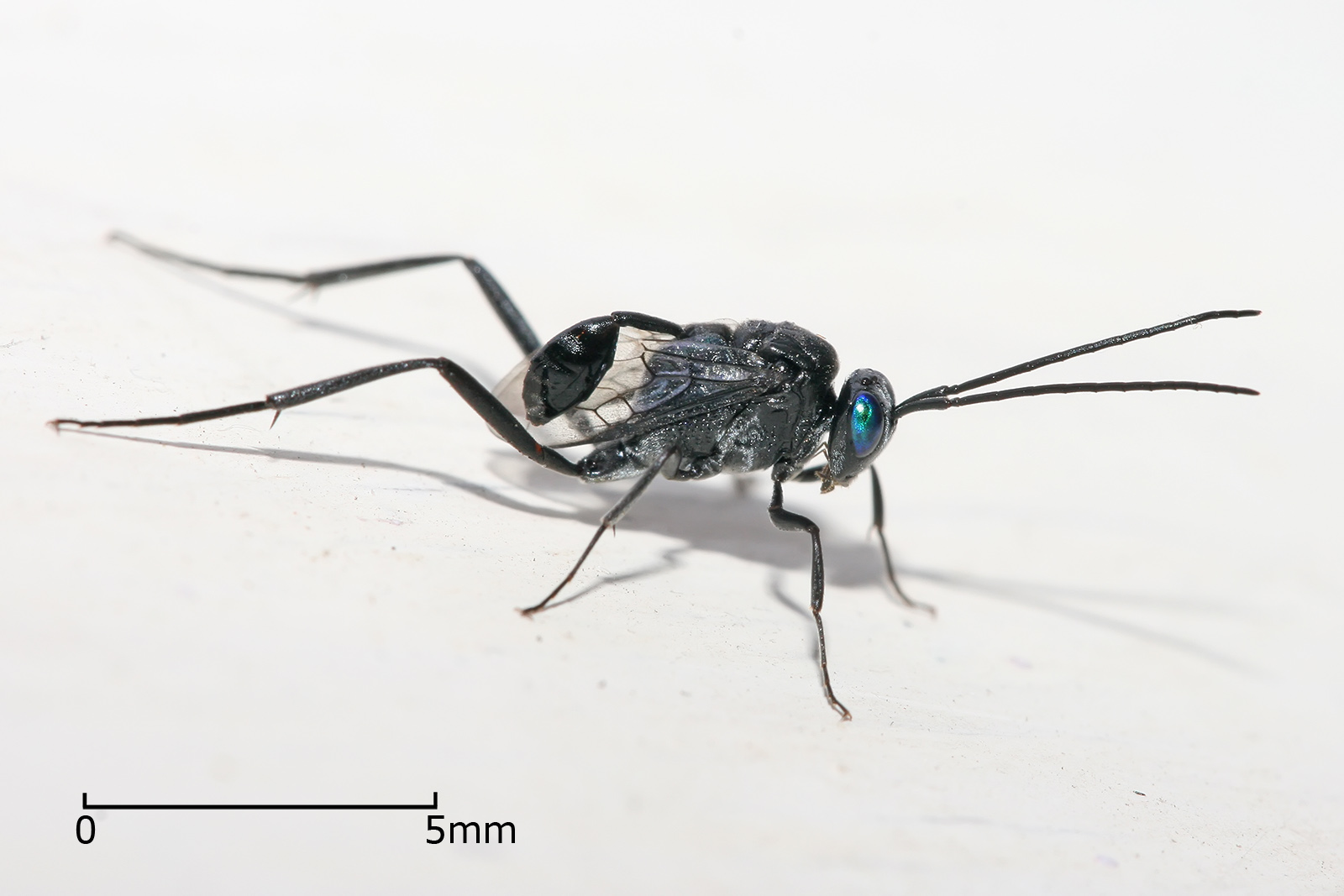
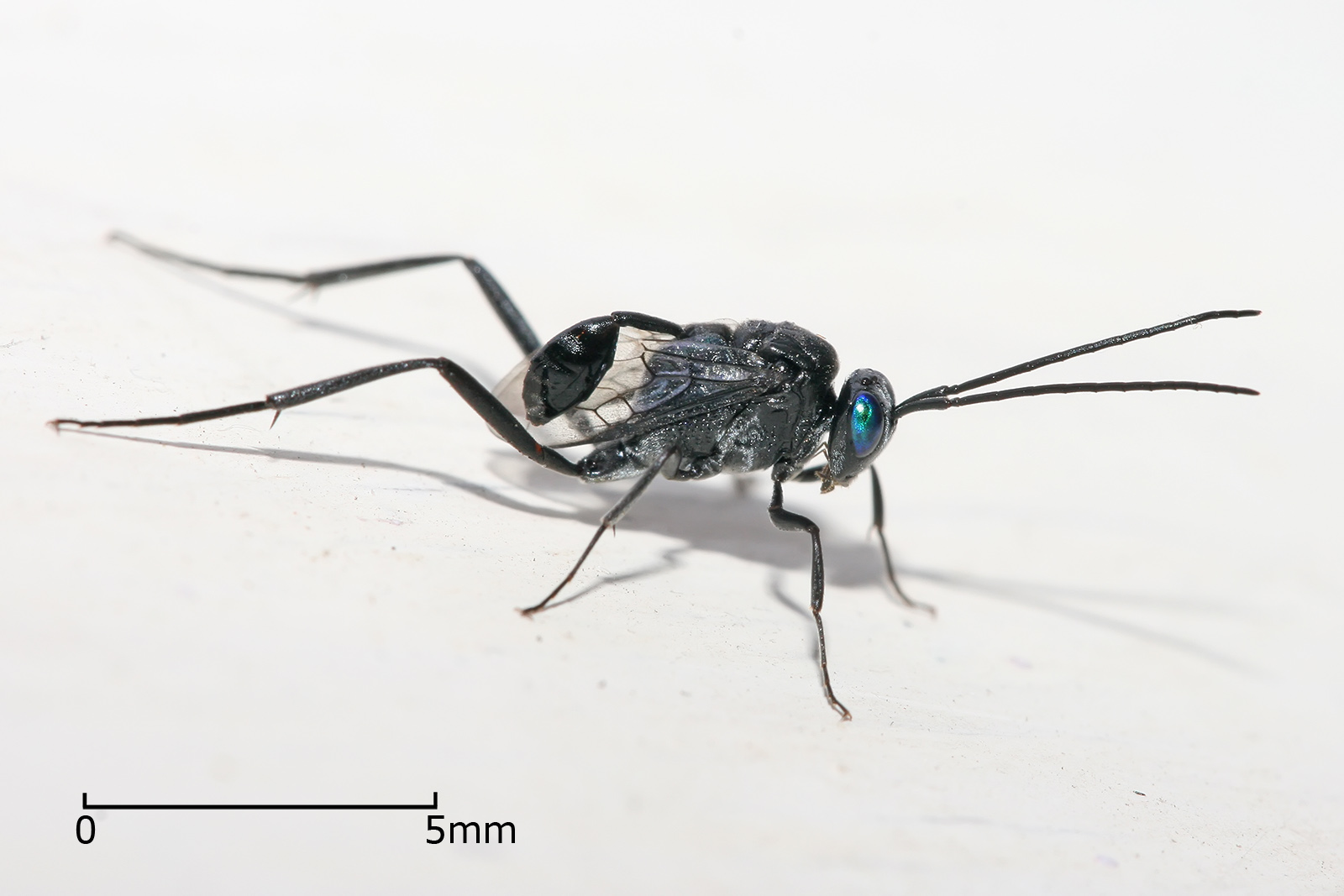